# Alene i vildmarken
Alene i vildmarken er et underholdningsprogram, der havde premiere 1. januar 2017 på tv-stationen DR3. Serien er en dansk version af Alene i vildmarken (USA) .

## Handling
En gruppe danskere bliver sendt ud i et overlevelseseksperiment i den norske vildmark. I total isolation og med et minimum af hjælpemidler filmer de deres egen kamp med sulten, kulden, isolation, afsavn, den barske natur og ikke mindst mod dem selv, hvor deltagerne via en nødsender der udsender GPS-data[kilde mangler] kan vælge at udtræde af programmet.
Den sidste der er tilbage, er vildmarkens vinder.
Før deltagerne begynder i vildmarken gennemgår de læge- og psykologtest og en bushcrafter tester deres basale evner til at overleve i de vilde natur med bygning af shelter og at kunne lave ild.
Deltagerne kan få hjælp via en satelittelefon. Et lægehold er klar 24 timer i døgnet og kan være fremme i løbet af 30 minutter.
Søen Altevatn i det nordlige Norge danner rammerne for deltagernes strabadser i de to første sæsoner. Mens søen Salsvatnet i det nordlige Norge danner rammen for deltagernes kilde til fisk og udfordringer i sæson 3 og sæson 4.[kilde mangler]

## Som tv-program
Den danske udgave af Alene i vildmarken begyndte på DR3, men formentlig på grund af dens popularitet fik den blot én sæson på den kanal før den blev flyttet til DR's hovedkanal DR1, — en skæbne den delte med programmerne Klædt af og Gift ved første blik.
Medieforskeren Mads Møller Andersen har set to hovedstrømninger i faktaprogrammer på DR3: såkaldte "journalistiske eksperimenter" som den ene strømning og intime portrætprogrammer som den anden.
Alene i vildmarken ses som en repræsentant for de journalistiske eksperimenter. Det er programmer der er inspireret af realitygenren og hvor almindelige mennesker skal gennemgå en proces med en række udfordringer.
I modsætning til realityprogrammerne skal deltagerne ikke stemme andre deltagere hjem, i stedet fokuseres der på de personlige udfordringer.
Prototypeprogrammet i denne strømning er Gift ved første blik.

## Vindere
Jon Lindberg fra Saltum vandt af sæson 1 efter 45 dage alene.
Lars Nyhuus fra Vrads (Silkeborg Kommune) var vinder af sæson 2 efter 27 dage alene.
Flemming 'Falkemanden' Sanggaard fra Them (Silkeborg Kommune) var vinder af sæson 3 efter 60 dage alene.
Kim 'Fjeldgængeren' Krohn fra Kolding var vinder af sæson 4 efter 60 dage alene i den norske vildmark.
Nicklas Mikaelsen og Emil Hansen, også kendt som Cykeldrengene, fra Fredericia var vindere af sæson 5 efter 32 dage alene i den norske vildmark ved søen Altevatn.
Ulla Thomsen vandt sæson 6 efter 30 dage. Hun var den ældste vinder hidtil.
Christian Hjort blev nummer to i sæson 1, hvor han tog hjem efter 44 dage. I sæson 7 fik han sammen syv andre tidligere deltagere mulighed for at tage revanche. Her vandt han efter 42 dage alene i den norske ødemark.

## Sæsoner

### 2017
- Premiere: 1. januar 2017
- Finale: 26. februar 2017
- Antal afsnit: 10
- Antal deltagere: 10
- Beliggenhed: Altevatnet, Norge
- Netværk: DR3

Deltagere
| Navn                       | År | Tjekket ud                  | Fra      |
| -------------------------- | -- | --------------------------- | -------- |
| Jon Lindberg               | 36 | Dag 45 (vinder)             | Saltum   |
| Christian Hjort            | 32 | Dag 44                      | Herning  |
| Allan Pedersen             | 37 | Dag 22                      | Kolding  |
| Rune Malte Bertram-Nielsen | 23 | Dag 20                      | Faaborg  |
| Emil Sanderhoff            | 28 | Dag 17                      | Faaborg  |
| Ann-Mai Hansen             | 33 | Dag 11                      | Fejø     |
| Stine Stjernholm           | 27 | Dag 11                      | Hjørring |
| Levi Daniel Petersen       | 31 | Dag 9 (Trukket fra spillet) | Ærø      |
| Magnus Kramer              | 24 | Dag 7                       | Hillerød |
| Lasse Snede Froberg        | 26 | Dag 5                       | Østerbro |

### 2018
- Premiere: 29. december 2017
- Finale: 22. februar 2018
- Antal afsnit: 8
- Antal deltagere: 8
- Beliggenhed: Altevatnet, Norge
- Netværk: DR1

Deltagere
| Navn                  | År | Tjekket ud      | Fra           |
| --------------------- | -- | --------------- | ------------- |
| Lars Nyhuus Henriksen | 37 | Dag 27 (vinder) | Vrads         |
| Sanne Flade Larsen    | 51 | Dag 25          | Sorø          |
| Astrid Hadberg        | 28 | Dag 25          | Odense        |
| Geo Uldbjerg          | 34 | Dag 21          | Skødstrup     |
| Eddie Bach            | 47 | Dag 16          | Tappernøje    |
| Rasmus Rank           | 24 | Dag 13          | Hjallerup     |
| Jette                 | 54 | Dag 10          | Hella, Island |
| Birk Denslow Engemann | 51 | Dag 5 (Skade)   | Storvorde     |

### 2019
- Premiere: 24. januar 2019
- Finale: 14. marts 2019
- Antal afsnit: 8
- Antal deltagere: 8
- Beliggenhed: Salvatnet, Norge
- Netværk: DR1

Deltagere
| Navn                             | År | Tjekket ud      | Fra       |
| -------------------------------- | -- | --------------- | --------- |
| Flemming "Falkemanden" Sanggaard | 45 | Dag 60 (vinder) | Them      |
| Mette Mortensen                  | 43 | Dag 58          | Kulhuse   |
| Mads Ravn                        | 27 | Dag 55          | Hovedgård |
| Henrik Pilgaard                  | 52 | Dag 33          | Helsinge  |
| Rasmus Christiansen              | 39 | Dag 31          | Esbjerg   |
| Henrik Dreyer                    | 39 | Dag 27          | Dybbøl    |
| Sune Hansen                      | 41 | Dag 15          | Frørup    |
| Trine                            | 32 | Dag 7           | Rønne     |

### 2020
- Premiere: 27. februar 2020
- Finale: 9. april 2020
- Antal afsnit: 7
- Antal deltagere: 8
- Beliggenhed: Salvatnet, Norge
- Netværk: DR1

Deltagere
| Navn                            | År | Tjekket ud      | Fra       |
| ------------------------------- | -- | --------------- | --------- |
| Kim "Fjeldgængeren" Krohn       | 45 | Dag 60 (vinder) | Kolding   |
| Alfred Hannibal Høgsbro-Nielsen | 21 | Dag 58          | Brønshøj  |
| Jesper Westmark                 | 49 | Dag 29          | København |
| Torben Falk Grove Wollesen      | 42 | Dag 17          | Rømø      |
| Emma Sund                       | 21 | Dag 15          | Hornslet  |
| Miguel Santos Hussmann-Sørensen | 30 | Dag 13          | Ans       |
| Ida Holst                       | 23 | Dag 8           | Aalborg   |
| Stina Leuring                   | 42 | Dag 8           | Søborg    |

### 2021
- Premiere: 18. marts 2021
- Finale: 29. april 2021
- Antal afsnit: 7
- Antal deltagere: 12
- Beliggenhed: Altevatnet, Norge
- Netværk: DR1

Deltagere
| Navn                    | År | Forhold         | Tjekket ud      | Fra        |
| ----------------------- | -- | --------------- | --------------- | ---------- |
| Emil Fammé Hansen       | 23 | Nicklas' ven    | Dag 32 (vinder) | Fredericia |
| Nicklas Flenø Mikaelsen | 23 | Emil's ven      | Dag 32 (vinder) | Fredericia |
| Ann Pedersen            | 23 | Bjørn's kæreste | Dag 30          | Vejle      |
| Bjørn G. Nielsen        | 28 | Ann's kæreste   | Dag 30          | Vejle      |
| Camilla Varming Nielsen | 31 | Martha's kone   | Dag 29          | Krarup     |
| Martha Marie Jensen     | 31 | Camilla's kone  | Dag 29          | Krarup     |
| Patrick D. Bates        | 31 | Danielle's mand | Dag 24          | Amager     |
| Danielle Gregory        | 28 | Patrick's kone  | Dag 24          | Amager     |
| Caspar Møller Sørensen  | 25 | Victor's ven    | Dag 16          | Værløse    |
| Victor Gjedde           | 26 | Caspar's ven    | Dag 16          | Værløse    |
| Carl C. Jørgensen       | 62 | Mark's far      | Dag 5           | Ribe       |
| Mark F. Nielsen         | 21 | Carl's søn      | Dag 5 (Skade)   | Ribe       |

### 2022
- Premiere: 17. marts 2022
- Finale: 28. april 2022
- Antal afsnit: 7
- Antal deltagere: 11
- Beliggenhed: Altevatnet, Norge
- Netværk: DR1

Deltagere
| Navn                         | År | Forhold             | Tjekket ud      | Fra            |
| ---------------------------- | -- | ------------------- | --------------- | -------------- |
| Ulla Thomsen                 | 60 | Solo                | Dag 30 (vinder) | Hvidovre       |
| Aslak Skjøth                 | 59 | Rikke's far         | Dag 29 (Skade)  | Brørup         |
| Rikke Dypping                | 32 | Aslak's datter      | Dag 29          | Brørup         |
| Ester Kleist Kavigak Elmlund | 25 | Anna-Caroline's ven | Dag 21 (Skade)  | Odense         |
| Anna-Caroline Bonde Fosmark  | 22 | Ester's ven         | Dag 21          | Engesvang      |
| Katja Normand                | 34 | Katrine's ven       | Dag 18          | Brøndby Strand |
| Katrine Sommer Berg          | 31 | Katja's ven         | Dag 18          | Ås, Norge      |
| Steen Jensen-Petersen        | 40 | Rosa's mand         | Dag 5           | Rødekro        |
| Rosa Jensen-Petersen         | 38 | Steen's hustru      | Dag 5           | Rødekro        |
| Simon Nyhave Bruun           | 26 | Solo                | Dag 5           | Køge           |
| Carl C. Jørgensen            | 63 | Solo                | Dag 2 (Skade)   | Ribe           |

### 2023
- Premiere: 16. marts 2023
- Finale: 4. maj 2023
- Antal afsnit: 7
- Antal deltagere: 8
- Beliggenhed: Salvatnet, Norge
- Netværk: DR1

Deltagere
| Navn                        | År | Sæson | Tjekket ud       | Fra         |
| --------------------------- | -- | ----- | ---------------- | ----------- |
| Christian Hjort             | 38 | 2017  | Dag 42 (vinder)  | Egtved      |
| Rasmus Christiansen         | 43 | 2019  | Dag 40           | Esbjerg     |
| Camilla Varming Nielsen     | 35 | 2021  | Dag 36           | Krarup      |
| Sanne Flade Larsen          | 57 | 2018  | Dag 25           | Sorø        |
| Jesper Westmark             | 52 | 2020  | Dag 18           | København   |
| Anna-Caroline Bonde Fosmark | 24 | 2022  | Dag 15 (Fjernet) | Silkeborg   |
| Birk Denslow Engemann       | 56 | 2018  | Dag 5            | Brønderslev |
| Victor Gjedde               | 28 | 2021  | Dag 3            | Værløse     |

### Den første sne: 2024
- Premiere: 7. marts 2024
- Finale: 18. april 2024
- Antal afsnit: 8
- Antal deltagere: 7
- Beliggenhed: Lapin maakunta, Finland
- Netværk: DR1
- 2 Vindere da produktionen blev stoppet pga sikkerheden for deltagerne

Deltagere
| Navn                 | År | Tjekket ud       | Fra     |
| -------------------- | -- | ---------------- | ------- |
| Claus Ballisager     | 50 | Dag 49 (vinder)  | Ørestad |
| Ulrik Ørskov         | 32 | Dag 49 (vinder)  | Ellinge |
| Anne Kjær Lindegaard | 33 | Dag 44           | Amager  |
| Mette Rosgaard       | 54 | Dag 22           | Søborg  |
| Søren Ravn           | 41 | Dag 18 (Trukket) | Borup   |
| Bettina Jørgensen    | 38 | Dag 12           | Vejle   |
| Anders Bruun         | 34 | Dag 9            | Hårlev  |

### 2025
- Premiere: 1. maj 2025
- Finale: 19. juni 2025
- Antal afsnit: 8
- Antal deltagere: 7
- Beliggenhed: Lapin maakunta, Finland
- Netværk: DR1

Deltagere
| Navn                          | Alder | Tjekket ud      | Fra        |
| ----------------------------- | ----- | --------------- | ---------- |
| Bente Hørby Boisen            | 49    | Dag 33 (vinder) | Viborg     |
| Kristian Jersing              | 44    | Dag 31 (Ulykke) | Gilleleje  |
| Jakob Cardi Von Lillienskjold | 27    | Dag 30          | Vanløse    |
| Charlotte Karrebæk            | 50    | Dag 19          | Espergærde |
| Christian Askholm             | 44    | Dag 13          | Brenderup  |
| John Kahn                     | 45    | Dag 9           | Nørrebro   |
| Zenia Maltha                  | 30    | Dag 9 (Skade)   | Tindbæk    |